# Sergey Dolmatov
Sergey Viktorovich Dolmatov (em russo: Сергей Викторович Долматов; Kisseliovsk, 20 de fevereiro de 1959) é um jogador de xadrez da Rússia com participação no Torneio Interzonal de 1992 no qual classificou-se para o Torneio de Candidatos de 1993. Foi também campeão mundial de xadrez júnior em 1978.
Participou da Olimpíadas de xadrez de Manila 1992 no qual ajudou a conquistar a medalha de ouro por equipes.